# Stuart Benson
Stuart Benson (* 12. Februar 1981 in Paisley, Schottland) ist ein ehemaliger britischer Bobfahrer.

## Leben
Stuart Benson begann seine Sportkarriere als Sprinter. Mit der schottischen 4-mal-100-Meter-Staffel scheiterte er knapp in der Qualifikation für die Commonwealth Games 2010.
Im Anschluss widmete er sich dem Bobsport und gab am 10. Dezember 2011 als Anschieber von John Jackson im Zweierbob sein Debüt im Weltcup. Nach weiteren Starts bei Weltmeisterschaften sowie im Weltcup gewann Benson bei der Europameisterschaft 2014 zusammen mit Jackson und den beiden anderen Anschiebern Bruce Tasker und Joel Fearon die Silbermedaille. Bei den Olympischen Winterspielen 2014 belegte die Crew den fünften Rang im Viererbob-Wettkampf. Aufgrund von Dopingfällen in zwei vor ihnen platzierten russischen Bobs wurde den Briten nachträglich die Bronzemedaille verliehen. Nach den Spielen beendete Benson seine Bobkarriere.
Stuart Benson arbeitet seit seinem 20. Lebensjahr bei der Royal Air Force als Flugzeugtechniker.